# Август Фредерик, герцог Сассекский
Август Фредерик, герцог Сассекский (англ. Augustus Frederick, Duke of Sussex; 27 января 1773, Лондон, — 21 апреля 1843, там же) — шестой сын короля английского Георга III. В отличие от своих братьев никогда не служил в армии или на флоте, а посвятил себя библиофилии и политике.

## Биография
Будучи в Риме, женился в 1793 году на католичке Августе Мюррей, дочери шотландского графа Данмора. Хотя герцог Сассекский отказался от всех наследственных прав, Георг III объявил этот брак незаконным на основании фамильного закона английской династии. Несколько лет спустя герцог Сассекс разошёлся со своей женой.
В палате лордов он в основном примыкал к оппозиционной партии и подавал голос за эмансипацию католиков, уничтожение рабства, парламентскую реформу и т. д. Герцог Сассекский собрал богатую библиотеку, в особенности по изданиям и переводам Библии и рукописям; эту библиотеку описал Th. Jos. Pettigrew (Лондон, 1827). В 1831 году Август Фредерик вновь женился без королевского согласия на леди Сесилии Баггин (Андервуд), дочери ирландского графа Аррана, которой в 1840 году был пожалован титул герцогини Инвернес.
В 1813—1843 годах — великий мастер Объединённой великой ложи Англии.

## Награды
| Страна         | Дата              | Награда                                                | Литеры |
| -------------- | ----------------- | ------------------------------------------------------ | ------ |
| Англия         | 27 июня 1786 -    | Рыцарь ордена Подвязки                                 | KG     |
| Великобритания | 12 июля 1815 -    | Рыцарь Большого креста Королевского Гвельфского ордена | GCH    |
| Шотландия      | 19 июля 1830 -    | Рыцарь ордена Чертополоха                              | KT     |
| Великобритания | 15 декабря 1837 - | Гроссмейстер и Кавалер Большого креста ордена Бани     | GCB    |

## Киновоплощения
В телесериале «Виктория» (2016—2019) роль герцога Сассекса исполнил Дэвид Бамбер.